# Bears and Bad Men
Bears and Bad Men est un film américain réalisé par Larry Semon, sorti en 1918.

## Fiche technique
- Réalisation : Larry Semon
- Scénario : Larry Semon
- Producteur : Albert E. Smith
- Distributeur : Vitagraph Company of America
- Durée : 2 bobines
- Date de sortie : 7 octobre 1918

## Distribution
- Larry Semon : Larry Cutshaw

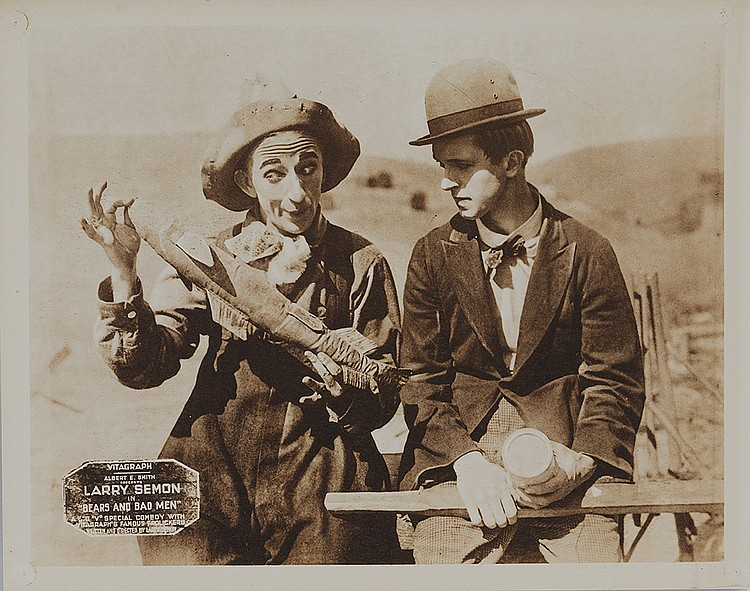
Larry Semon et Stan Laurel dans le film.

- Madge Kirby : The Slawson Daughter
- Stan Laurel : Pete
- William McCall : Stranded actor
- Blanche Payson : Maw Cutshaw
- Frank Alexander : Paw Slawson
- William Hauber
- Pete Gordon : Paw Cutshaw
- Mae Laurel : la femme effrayée
- Bessie et Brownie : les ours